# Hessdalen
Hessdalen es una localidad del municipio de Holtålen, en la provincia de Trøndelag, en Noruega. Hessdalen también se refiere al valle de 15 kilómetros de largo que rodea el pueblo homónimo. Hessdalen está ubicado en la parte central, aproximadamente a 120 kilómetros al sur de la ciudad de Trondheim, aproximadamente a 35 kilómetros al norte de la ciudad minera de Røros y a unos 12 kilómetros al suroeste del pueblo de Renbygda. El lago Øyungen se encuentra a unos 7 kilómetros al suroeste de Hessdalen. Su población es de 150 habitantes.

## Etimología
El nombre de Hessdalen hace referencia al río local Hesja y el sufijo dal, cuyo significado del noruego es «valle». Hessdalen es conocida por la aparición de unos fenómenos luminosos inexplicables presentes en el cielo, llamados luces de Hessdalen.